# 大新百貨 (香港)

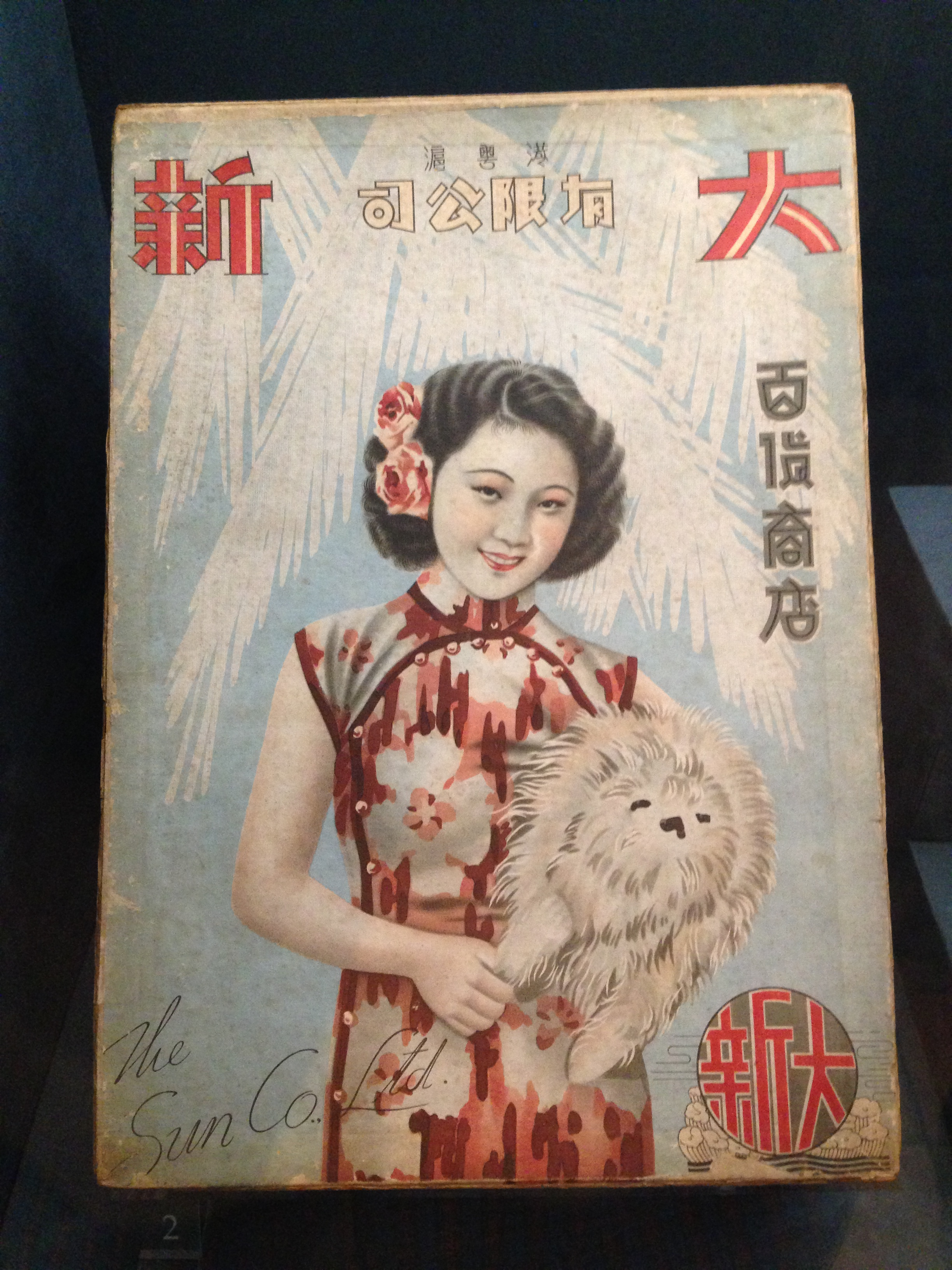
港粵滬大新有限公司

香港大新百貨公司（The Sun），1912年由蔡昌兄弟集資港幣400萬元在香港創立，之後又在廣州開設廣州大新公司，其後，再在上海，開設上海大新公司。1947年蔡昌全家定居香港，上海公司委託代理人管理，1948年蔡昌半放棄中國國內業務。在中共建政後，蔡昌專心經營香港業務。
香港大新百貨公司位於中環永安公司旁，經營至二十世紀七十年代初。店內的升降機為露天拉閘式，十分懷舊。當年香港社會已十分先進，但該店的建築及設施仍保持民初時期的原貌，十分難得。1972年5月，均隆（香港）有限公司宣布收购全部大新股份 。被均隆收购后不久，大新于同年12月又与香港建築企業公和企业有限公司合并，由公和入主大新。合并后公和于1973年3月将大新百货大楼拆卸，正式结束大新半个世纪有多的百货业务；而大新则轉型成为建筑及置业集团。

## 外部連結
- 刺激广州人购物神经的“第一次”